# عيانة (يريم)

تعديل مصدري - تعديل

عيانة هي إحدى قرى عزلة بني عمر بمديرية يريم التابعة لمحافظة إب، بلغ تعداد سكانها 51 نسمة حسب تعداد اليمن لعام 2004.